# Abd al-Aziz Abd al-Ghani
Abd al-Aziz Abd al-Ghani (arab. ‏عبد العزيز عبد الغني‎; ur. 2 stycznia 1939 w Sanie, zm. 22 sierpnia 2011 w Rijadzie) – jemeński polityk, premier Jemenu w latach 1994–1997. Członek Generalnego Kongresu Ludowego.
Ghani był także wiceprezydentem i premierem Jemenu Północnego w latach 1975–1980, drugi raz premierem był w latach 1983–1990 (do zjednoczenia Jemenu).
Studiował nauki polityczne w Colorado College w Colorado Springs i zaprosił profesora tej uczelni, Freda Sondermana do odwiedzenia Jemenu Północnego w listopadzie 1977 roku.
W latach 1997–2011 był przewodniczącym Rady Konsultacyjnej Jemenu.
Zmarł 22 sierpnia 2011 roku wskutek obrażeń odniesionych w czerwcowym zamachu bombowym na pałac prezydencki.